# Chiesa di San Benedetto Abate (Scandiano)
La chiesa di San Benedetto Abate è un edificio di culto cattolico situato a Cacciola, frazione di Scandiano, in provincia di Reggio Emilia e diocesi di Reggio Emilia-Guastalla; fa parte del vicariato della Valle del Secchia.

## Storia
Notizie dell'esistenza dell'edificio risalgono al 1302, quando la chiesa risulta dipendente della pieve di Bagno, in provincia di Reggio Emilia. Essa era di modeste dimensioni e comprendeva un convento dei frati benedettini.

## Architettura
Il complesso edilizio comprende, oltre alla chiesa, la canonica e il campanile. La chiesa presenta tre navate: le due laterali terminano con un altare ciascuno. Nell'abside invece è collocata la pala d'altare raffigurante il santo protettore. La facciata è ripartita in tre settori e il corpo centrale corrisponde alla navata centrale ed è in posizione avanzata rispetto alle altre due. Una delle due parti laterali non è visibile, perché compresa all'interno della struttura della canonica. La chiesa è priva di decorazioni esterne.